# Nikolaj Antonow
Nikolaj Antonow (bulgarisch Николай Антонов, engl. Transkription Nikolay Antonov; * 17. August 1968 in Rasgrad) ist ein ehemaliger bulgarischer Sprinter und Weitspringer.

## Leben
1988 in Budapest und 1990 in Glasgow gewann er jeweils die Silbermedaille über 200 Meter bei den Halleneuropameisterschaften. Bei den Europameisterschaften 1990 in Split wurde er über dieselbe Distanz Fünfter.
1991 siegte er über 200 Meter bei den Hallenweltmeisterschaften in Sevilla und wurde Siebter bei den Weltmeisterschaften in Tokio. Im Jahr darauf gewann er über dieselbe Distanz Gold bei den Halleneuropameisterschaften in Genua und erreichte bei den Olympischen Spielen in Barcelona das Halbfinale.
Bei den Weltmeisterschaften 1993 in Stuttgart schied er über 200 Meter im Viertelfinale aus und wurde Siebter im Weitsprung. Bei den Europameisterschaften 1994 in Helsinki und bei den Weltmeisterschaften 1995 in Göteborg scheiterte er im Weitsprung in der Qualifikation.
Zweimal wurde er Bulgarischer Meister über 100 Meter (1989, 1990), viermal über 200 Meter (1987, 1989–1991) und einmal im Weitsprung (1996). In der Halle wurde er dreimal nationaler Meister über 200 Meter (1988–1990).

## Persönliche Bestleistungen
- 100 m: 10,39 s, 6. August 1988
- 200 m: 20,20 s, 26. August 1991, Tokio (bulgarischer Rekord)
  - Halle: 20,41 s, 1. März 1992, Genua (bulgarischer Rekord)
- Weitsprung: 8,21 m, 10. Juli 1994, Plowdiw